# Theodor Lürman
Friedrich August Theodor Lürman (* 22. November 1861 in Bremen; † 17. September 1932 in Bremen) war ein deutscher Richter und Senator in Bremen.

## Leben
Lürman war der Sohn von Dr. August Lürman (1820–1902), Staatsanwalt, Senator und Bürgermeister. Er besuchte das Alte Gymnasium. Von 1881 bis 1885 studierte er Rechtswissenschaft an der Rheinischen Friedrich-Wilhelms-Universität Bonn und an der Universität Berlin. In Bonn wurde er 1881 Mitglied des Corps Hansea Bonn. Er promovierte zum Dr. jur. und wurde Rechtsanwalt. Ab 1893 war er wie sein Vater Staatsanwalt in Bremen und ab 1896 Richter. 1896 wurde er als Vertreter der 1. Klasse in die Bremische Bürgerschaft gewählt. Seine Berufung zum Senator von Bremen erfolgte 1903. Das Amt nahm er bis 1919 wahr. Er war in verschiedenen Kommissionen vertreten.
Nach dem Ersten Weltkrieg schied er 1919 aus dem Senat aus. Er wirkte bei der Neugestaltung der Bremischen Evangelischen Kirche (BEK) mit, die noch bis 1920 dem Senat unterstand. Lürman hatte einen entscheidenden Einfluss auf die Verfassung der BEK vom 14. Juni 1920, wonach der Vorstand des Kirchentages „...aus einem Präsidenten, einem Vizepräsidenten und einem Schatzmeister, die nicht Pfarrer sein dürfen, und einem Schriftführer, der Pfarrer sein muss ....“ bestehen sollte. Er war von 1920 bis 1932 Präsident des Kirchenausschusses der BEK.
Lürman lebte unter anderem in der Wohnhausgruppe Blumenthalstraße.

## Familie
Der Kaufmann und Ältermann Theodor Gerhard Lürman (1789–1865) war sein Großvater. Karl Henning von Barsewisch war sein Schwager.

## Ehrungen
- D. theol. h. c.
- Lürmanstraße in Schwachhausen